# Seksueel consent in wetgeving
Seksueel consent (ook wel instemming, toestemming of wederzijds goedvinden genoemd) speelt een belangrijke rol in wetgeving betreffende verkrachting, aanranding en andere vormen van seksueel geweld. In een rechtszaak kan de vraag of het vermeende slachtoffer al dan niet vrijwillig consent heeft gegeven en of hen al dan niet werd geacht om toestemming te kunnen geven bepalen of de verdachte zich schuldig heeft gemaakt aan verkrachting, aanranding of enige andere vorm van seksueel grensoverschrijdend gedrag.
Hoewel veel jurisdicties niet definiëren wat toestemming is, hebben bijna alle jurisdicties in de wereld een seksuele meerderjarigheid (Engels: age of consent) bepaald. Mensen onder die leeftijd worden als kinderen beschouwd en niet in staat geacht om in te stemmen met seksuele handelingen; het aangaan van seks met hen is derhalve strafbaar (zie verder seksueel misbruik). Veel jurisdicties stellen ook voorwaarden waaronder volwassenen niet in staat worden geacht om in te stemmen, zoals slaap of bewusteloosheid, bedwelmd zijn door alcohol of een andere drug, een geestelijke of lichamelijke handicap, of oplichting over de aard van de handeling of de identiteit van de verdachter (verkrachting door oplichting). De meeste meningsverschillen gaan over de vraag of de verkrachtingwetgeving inzake anderszins gezonde volwassenen die in staat worden geacht tot consent geven gebaseerd moet zijn op de factor dat zij geen bevestigende toestemming hebben gegeven voor het hebben van seks of gebaseerd moet zijn op de factor dat zij werden gedwongen door geweld of intimidatie om seks te hebben. Sommige wetgeving bepaalt dat, zolang er geen dwang tegen hen wordt gebruikt, mensen altijd automatisch instemmen met seks (geïmpliceerd consent), terwijl andere wetten bepalen dat het geven of weigeren van consent iets is dat alleen capabele individuen uit eigen beweging kunnen doen (vrij gegeven of bevestigend consent). In de jaren 2000 en 2010 is een verschuiving opgetreden ten gunste van op instemming gebaseerde (consent-based) wetgeving, die steeds meer werd beschouwd als een betere garantie voor de rechtsbescherming van (potentiële) slachtoffers van seksueel geweld.

## Coercion-based versus consent-based wetgeving
In de rechtsfilosofie zijn er twee hoofdmodellen voor wetgeving tegen verkrachting en andere vormen van seksueel geweld:
1. Het coercion-based model (gebaseerd op dwang) 'vereist dat de seksuele handeling moet zijn verricht door middel van dwang, geweld, fysieke kracht of het dreigement van geweld of fysieke kracht om als verkrachting te kunnen worden beschouwd';[1]
2. Het consent-based model (gebaseerd op instemming) 'vereist dat, om een handeling als verkrachting te kunnen beschouwen, er een seksuele handeling moet hebben plaatsgevonden waarmee de ander niet heeft ingestemd'.[1]

Het belangrijkste voordeel aan het coercion-based model is dat dit model het moeilijk maakt om iemand valselijk van verkrachting of aanranding te beschuldigen en daarom een degelijke bescherming biedt voor de juridische positie en sociale reputatie van verdachten die onschuldig zijn. Deze gedachtegang (die minstens teruggaat tot de 18e eeuw) stamt uit een tijd waarin seks werd gezien als een privézaak waarin de staat en de samenleving doorgaans zich niet mee moesten bemoeien en waarin zorgen over seksueel geweld hoofdzakelijk beperkt waren tot de verkrachting van vrouwen door mannen, dat in de eerste plaats werd gezien als een schending van de openbare zeden, vooral die van de familie van het vrouwelijke slachtoffer (haar vader, echtgenoot of meester). In de decennia van de late 20e en vroege 21e eeuw verschoof de focus van seksueel geweld richting individuele seksuele vrijheid, de reikwijdte verbreedde naar meer dan alleen geslachtsgemeenschap, de groep potentiële slachtoffers en daders werd uitgebreid naar alle genders, er werd erkend dat verdachten zowel vreemden als bekenden en zelfs mensen die heel dicht bij slachtoffers stonden konden zijn (zelfs partners en echtgenoten), terwijl de sociale en juridische opvattingen zijn verschoven richting actievere interventie vanuit de staat en de samenleving om seksueel geweld aan te pakken en gerechtigheid te verkrijgen. Individuen en mensenrechtenorganisaties hebben het coercion-based model steeds vaker bekritiseerd om een aantal redenen, zoals de vereiste dat het slachtoffer zich actief verzet tegen een poging tot verkrachting of aanranding (waarmee gevallen waarin slachtoffers bewusteloos, dronken, slapend of verlamd ('bevroren') zijn door angst of een andere staat van hulpeloosheid, en derhalve niet in staat om zich te verzetten tegen een poging tot verkrachting of aanranding) of de vereiste om bepaalde kleding niet te dragen om zo geen seksueel geweld 'uit te lokken' (waarmee de verantwoordelijkheid voor de misdaad van de dader wordt afgeschoven op het slachtoffer) of de focus op fysiek geweld (zodat gevallen buiten beschouwing worden gelaten waarbij een dader weinig of geen fysiek geweld hoeft te gebruiken om het seksuele geweld te plegen, bijvoorbeeld als het slachtoffer bewusteloos, dronken, slapend of 'bevroren' is; tevens wordt hierbij de mentale en psychologische schade die seksueel geweld aanricht vergeten). Het consent-based model wordt daarom bepleit als een beter alternatief voor een sterkere juridische bescherming van slachtoffers en om een grotere verantwoordelijkheid te leggen bij potentiële daders om, voorafgaand aan het hebben van seks, actief te verifiëren of falsifiëren of een potentieel slachtoffer daadwerkelijk instemt met het hebben van seks of niet, en zich ervan te onthouden zolang er geen instemming is gegeven.

## Internationale normen, definities en jurisprudentie
Anno 2018 was er een groeiende consensus in het internationaal recht dat het consent-based model de voorkeur verdient. Dit is onder meer bepleit door het CEDAW-Comité, het UN Handbook for Legislation on Violence against Women, het Internationaal Strafhof in Den Haag en de Istanbul-Conventie.:8, 10–11 Er was echter op internationaal vlak nog geen overeenstemming over een juridische definitie van wat seksuele instemming precies is; in mensenrechteninstrumenten ontbraken dergelijke definities nog.:10 Artikel 36 van de Istanbul-Conventie bepaalt wel: 'De toestemming dient vrijwillig te zijn gegeven en voort te vloeien uit de vrije wil van de betrokken persoon hetgeen wordt vastgesteld in het licht van de omstandigheden'.:11 Regel 70 van de Rules of Procedure and Evidence (gepubliceerd in 2002) van het Internationaal Strafhof (dat zich bezighoudt met militaire conflicten tussen staten) geeft ook een overzicht van ongeldige manieren die verdachten kunnen proberen te gebruiken om te beweren dat zij seksuele instemming hadden verkregen:
Regel 70: Principes van bewijs in zaken van seksueel geweld

In zaken van seksueel geweld zal het Hof geleid worden door de volgende principes en deze, waar gepast, toepassen:
(a) Instemming kan niet worden afgeleid aan de hand van woorden of gedrag van een slachtoffer als fysieke kracht, dreiging van fysieke kracht, dwang of het misbruiken van een gedwongen toestand het vermogen van het slachtoffer om vrijwillige en oprechte instemming te geven ondermijnt;
(b) Instemming kan niet worden afgeleid aan de hand van woorden of gedrag van een slachtoffer wanneer het slachtoffer niet in staat is om oprechte instemming te geven;
(c) Instemming kan niet worden afgeleid aan de hand van het zwijgen van, of het gebrek aan verzet door, een slachtoffer van het vermeende seksuele geweld;
(d) De geloofwaardigheid, het karakter of de neiging tot seksuele beschikbaarheid van een slachtoffer of getuige kan niet worden afgeleid uit de seksuele aard of het voorafgaande of daaropvolgende gedrag van een slachtoffer of getuige.:24–25

Staatsdeelnames in het Verdrag van Belém do Pará, het Maputo-Protocol en de Istanbul-Conventie samen.
Ondertekend en geratificeerd
Toegetreden of opgevolgd
Alleen getekend
Niet getekend
Geen lidstaat van de AU, RvE of OAS

In 2003 bepaalde het Europees Hof voor de Rechten van de Mens (EHRM) dat alle 47 lidstaten van de Raad van Europa een consent-based aanpak dienden te hanteren in gevallen van seksueel geweld op grond van Artikel 3 en 8 van het Europees Verdrag voor de Rechten van de Mens (EVRM). Dit was het resultaat van zijn uitspraak in de rechtszaak van M.C. tegen Bulgarije, namelijk: 'In overeenstemming met hedendaagse normen en ontwikkelingen op dit vlak, moeten de actieve plichten van de Lidstaten per Artikel 3 en 8 van het Verdrag worden gezien als een vereiste dat iedere niet-ingestemde seksuele handeling wordt bestraft en effectief veroordeeld, inclusief gevallen waarbij het slachtoffer geen fysiek verzet biedt.'
Het Protocol bij het Afrikaans Handvest over mensen- en volkenrechten over de rechten van de vrouw in Afrika (Maputo-Protocol) werd in 2003 aangenomen door de Afrikaanse Unie (AU). Dit protocol, dat in 2005 in werking trad, bepaalt dat 'deelnemende Staten de nodige en effectieve maatregelen zullen nemen om wetten aan te nemen en te handhaven die alle vormen van geweld tegen vrouwen verbieden, inclusief ongewilde of gedwongen seks, ongeacht of dit geweld privé of publiek plaatsvindt.' Daarmee werd 'ongewilde seks' apart van 'gedwongen seks' erkend als een vorm van geweld tegen vrouwen die effectief verboden dient te worden door alle 55 lidstaten van de Afrikaanse Unie.
In de rechtszaak van de Miguel Castro-Castrogevangenis tegen Peru (2006), die van toepassing was op alle 35 lidstaten van de Organisatie van Amerikaanse Staten, verklaarde het Inter-Amerikaans Hof voor de Rechten van de Mens het volgende: 'In lijn met de internationale jurisprudentie en inachtnemend wat er is bepaald in het Verdrag [van Belém do Pará] Inzake de Preventie, Bestraffing en Uitbanning van Geweld tegen Vrouwen, oordeelt het Hof dat seksueel geweld bestaat uit handelingen van seksuele aard die worden gepleegd tegen een persoon zonder diens instemming (...)'.
De Istanbul-Conventie uit 2011 (volledige naam: 'Verdrag van de Raad van Europa inzake het voorkomen en bestrijden van geweld tegen vrouwen en huiselijk geweld') bevat een consent-based definitie van seksueel geweld in Artikel 36.:6 Dit bepaalt dat alle deelnemende staten die de Conventie hebben geratificeerd hun wetgeving dienen aan te passen van een coercion-based naar een consent-based model als ze dat nog niet hebben.:9 Sinds de Istanbul-Conventie op 1 augustus 2014 in werking trad, hebben sommige deelnemende staten hun taak vervuld om hun wetgeving tegen seksueel geweld aan te passen;:9 in april 2020 waren er nog 26 staten die dat nog niet gedaan hadden terwijl twaalf ondertekenende staten de Conventie nog dienden te ratificeren. België heeft al sinds 1989 een consent-based definitie, de Republiek Ierland al sinds 1981, met een extra amendement in februari 2017.:10 De vier constituente landen van het Verenigd Koninkrijk, namelijk Engeland en Wales (een jurisdictie), Noord-Ierland en Schotland, hebben afzonderlijk van elkaar in de jaren 2000 wetgeving op basis van instemming ingevoerd,:11 hoewel het VK de Conventie anno 2018 nog niet had geratificeerd.:10 In 2013 respectievelijk 2016 hebben Kroatië en Oostenrijk aparte wetten ingevoerd voor seksueel geweld dat is gepleegd middels dwang en seksueel geweld dat is gepleegd middels gebrek aan instemming; het laatste wordt behandeld als een minder zware misdaad en er staat een lagere maximumstraf op.:13

## Landen die van coercion-based naar consent-based wetten zijn overgegaan

### Istanbul-Conventie-landen

Europees overzicht van wetten inzake seksueel consent.
Coercion-based wetgeving
Coercion-based wetgeving; consent-based amendement wordt overwogen
Consent-based wetgeving
Gemengde wetgeving

- 1981: Republiek Ierland (amendement in februari 2017)[5]:11
- 4 juli 1989: België.[5]:9 Artikel 375 van het Strafwetboek, in 2022 vervangen door artikel 417/5. Zie #Wetgeving in België.
- 2000–2010: Constituente landen van het Verenigd Koninkrijk:
  - 2003: Engeland en Wales[5]:11
  - 2008: Noord-Ierland[5]:11
  - 2009: Schotland[5]:11
- 16 juli 2011: Luxemburg. Artikel 375 bepaalt: 'iedere daad van seksuele penetratie (...) met een persoon die daar niet mee instemt, in het bijzonder met gebrek van geweld of ernstige dreigementen (...) is verkrachting'. Gebrek aan consent definieert derhalve het misdrijf; dwang is geen vereiste, maar dient meegenomen te worden in de beoordeling als er sprake van is.[12][5]:9
- 18 juni 2014: Turkije. Artikel 102 – (aangepast op 18 juni 2014 – per artikel 58 van Wet nr. 6545) omschrijft seksueel geweld als 'ieder persoon die de lichamelijke integriteit van een ander persoon schendt door seksueel gedrag'.[wet 1]:39 Volgens een GREVIO-rapport over Turkije uit 2018 was deze definitie consent-based, want paragraaf 2 bepaalt dat 'het gebruik van geweld kan leiden tot extra straf vanwege criminele verwonding. [Geweld] is daarom niet een bestanddeel van het misdrijf seksueel geweld.' Artikel 102 erkent ook huwelijkse verkrachting. GREVIO loofde dit als een enorme verbetering ten opzichte van de eerdere coercion-based wet, maar wees op de noodzaak tot hervorming van de wijze waarop huwelijkse verkrachting wordt vervolgd; dat moet op meer manieren kunnen gebeuren dan alleen maar via de aangifte van het slachtoffer.[13]:77
- november 2016: Duitsland[5]:10[14]
- maart 2018: IJsland[5]:9
- mei 2018: Zweden[5]:9
- tegen oktober 2018: Montenegro[15]:45
- 30 oktober 2020: Cyprus (aangepast/uitgebreid). Artikel 144 van het Cypriotisch Strafwetboek, in werking sinds de onafhankelijkheid in 1960, criminaliseerde alleen maar vaginale seks met een vrouw zonder haar consent, door geweld of dwang, of als de vrouw getrouwd is door te pretenderen haar echtgenoot te zijn.[16] Deze formulering voldeed niet aan de normen van de Istanbul-Conventie om ook mannen en lhbt+ mensen te beschermen en andere vormen van (pogingen tot) nonconsensuele seksuele handelingen op te nemen.[16][17] Derhalve paste het parlement van Cyprus het Strafwetboek aan op 30 oktober 2020 door de definities van verkrachting en poging tot verkrachting verder uit te breiden en in zes verschillende omstandigheden strafbaar te stellen (artikel 146) en door de maximumstraf van de meeste van deze misdrijven te verhogen tot levenslange gevangenisstraf.[17][18]
- 1 januari 2021: Denemarken.[19] In april 2017 stemde het Deense parlement nog tegen een consent-based wetsvoorstel omdat er geen bewijs zou zijn dat er een definitie van verkrachting op basis van een gebrek aan instemming nodig zou zijn.[5]:9 Een andere poging strandde in november 2018, maar een nieuw wetsvoorstel dat lijkt op het Zweedse voorbeeld dat in mei 2018 was aangenomen kreeg in maart 2019 steun in het Deense parlement en de nieuwe Deense regering bevestigde in juli 2019 haar intentie om dergelijke wetgeving te gaan invoeren.[20] Uiteindelijk werden op 17 december 2020 paragrafen 216 en 228 van het Deense strafwetboek aangepast met een consent-based verkrachtingsbepaling, waarbij het hebben van geslachtsgemeenschap met een persoon die daar niet mee heeft ingestemd strafbaar met ten hoogste 8 jaar cel. Het amendement, dat niet van toepassing is op Groenland en de Faeröer-eilanden, trad op 1 januari 2021 in werking.[19][21]
- 4 juni 2021: Slovenië.[22][23] Artikel 170 van het Strafwetboek over verkrachting[24] werd aangepast om het misdrijf te baseren op een gebrek aan consent van het slachtoffer in plaats van het gebruik van dwang door de dader. Het kwam voort uit een verkrachtingszaak (waarvan de meeste criminele procedures inclusief verschillende hoger beroepen plaatsvonden in 2017) die veel opschudding veroorzaakte in het land. De gebeurtennissen vonden plaats in 2015 toen de verdachte seks begon te hebben met een vrouw die dronken en bewusteloos was en daarom niet kon instemmen noch zich verzetten.[22] Omdat de verdachte geen gebruik hoefde te maken van geweld of intimidatie omdat de klager sliep, oordeelde het gerechtshof in Koper in januari 2019 dat hij geen "verkrachting" had gepleegd (artikel 170, strafbaar met 1 tot 10 jaar cel[24]), maar alleen "criminele dwang" (artikel 132,[24] waarvoor de verdachte veroordeeld werd tot 10 maanden gevangenisstraf), omdat de vrouw weliswaar wakker werd nadat hij al was begonnen, zij zich tegen hem ging verzetten en hij geweld gebruikte om de daad alsnog te voltooien, maar geen geweld had gebruikt om de daad te beginnen.[25] Deze uitspraak veroorzaakte grote verontwaardiging in de Sloveense samenleving[25] en een coalitie van meer dan 20 ngo's aangevoerd door vrouwenrechtengroep Instituut 8 Maart lanceerde een campagne om artikel 170 aan te passen met een consent-based definitie van verkrachting, terwijl Amnesty International politici herinnerde aan het feit dat het land al 2015 de Istanbul-Conventie had geratificeerd.[22][23][26] Nadat het Instituut duizenden handtekeningen had verzameld voor een petitie, besloot de regering zelf een wetsvoorstel in te dienen, dat op 4 juni 2021 door het parlement werd goedgekeurd.[22][23][26]
- 7 oktober 2022: Spanje.[27] De "La Manada"-verkrachtingszaak van 2016–2019 veroorzaakte wijdverspreide verontwaardiging in de Spaanse samenleving en leidde tot oproepen tot wetshervormingen.[28] Sinds 2018 heeft de Spaanse regering verklaard een op consent gebaseerde definitie van seksueel geweld te willen invoeren.[29] In maart 2020 heeft de Spaanse regering een wetsvoorstel goedgekeurd,[30] waarna de parlementaire debatten over de exacte formulering naar verwachting enkele maanden in beslag zouden nemen.[31]  Op 26 mei 2022 keurde het Spaanse parlement het herziene wetsvoorstel over seksueel consent goed en stuurde het naar de senaat.[32] De Senaat heeft het wetsvoorstel op 25 augustus 2022 goedgekeurd.[28] Na ontvangst van de koninklijke goedkeuring en publicatie in het Staatsblad op 7 september 2022, trad de Wet voor de alomvattende garantie van seksuele vrijheid (Sjabloon:Langx), beter bekend als de "alleen ja is ja"-wet (Sjabloon:Langx), in werking op 7 oktober 2022.[27] De wet zou later in april 2023 worden gewijzigd om controversiële mazen in de strafmaat te dichten.[33]
- 1 januari 2023: Finland.[34] In december 2018 lanceerde burgerinitiatief Consent2018 een petitie aan de regering om consent-based wetgeving aan te nemen volgens haar verplichting jegens de Istanbul-Conventie.[35] De petitie behaalde al snel de vereiste 50.000 handtekeningen en werd in juni 2019 aan het parlement overhandigd;[35] dezelfde maand sprak de regering de intentie uit om dergelijke wetgeving te gaan invoeren.[1] Een werkgroep zou een adviesrapport uitbrengen in mei 2020;[36] dat werd uiteindelijk op 7 juli 2020 overhandigd aan Minister van Justitie Anna-Maja Henriksson, die het rapport prees.[35] De voorstellen zouden door een eerste consultatieronde gaan, in augustus teruggaan naar het ministerie om een wetsvoorstel op te stellen en na een tweede consultatieronde door het parlement worden overwogen in voorjaar 2021.[35] Het wetsvoorstel werd uiteindelijk goedgekeurd en de nieuwe op instemming gebaseerde Finse wetgeving inzake seksuele misdrijven trad op 1 januari 2023 in werking.[34]
- 1 juli 2024: Nederland: de regering heeft sinds mei 2019 de intentie om de zedenwetgeving consent-based te maken.[37][38] Het regeringsvoorstel om een nieuw apart delict in te voeren genaamd 'seks tegen de wil' werd zwaar bekritiseerd door de Tweede Kamer, juristen, mensenrechtenorganisaties zoals Amnesty en experts als dubbelzinnig, onvoldoende om te voldoen aan mensenrechtenverdragen en onvoldoende bescherming voor slachtoffers. In november 2020 kondigde de Minister van Justitie Ferdinand Grapperhaus aan dat hij het wetsontwerp zou wijzigen om alle vormen van seks zonder instemming te definiëren als aanranding of verkrachting; onder het nieuwe voorstel kan het gebruik van geweld of dwang nog steeds leiden tot extra sancties.[39] Een nieuw ontwerp dat in maart 2021 ter consultatie werd opengesteld stelde de invoering voor van de nieuwe strafbare feiten van nalatige seksuele mishandeling (schuldaanranding) en nalatige verkrachting  (schuldverkrachting). Dit betekende dat de dader zich schuldig maakte aan nalatigheid als hij 'met een persoon seksuele handelingen verricht terwijl hij ernstige reden heeft om te vermoeden dat bij die persoon daartoe de wil ontbreekt' (dergelijke seksuele handelingen worden beschouwd als schuldaanranding, tenzij ze '(mede) bestaan uit het seksueel binnendringen van het lichaam', in welk geval ze 'verkrachting' zijn). Bovendien zouden er twee andere strafbare feiten zijn van opzetverkrachting en opzetaanranding wanneer de dader 'weet dat bij die persoon daartoe de wil ontbreekt'. 'Geweld, dwang of bedreiging' zou niet langer nodig zijn om het misdrijf te plegen, maar zou bij gebruik tot extra straffen kunnen leiden.[40][41] Minister Dilan Yeşilgöz-Zegerius van Justitie en Veiligheid stuurde uiteindelijk in oktober 2022 het wetsvoorstel seksuele misdrijven naar de Tweede Kamer, met als streven deze in 2024 in te voeren.[42] Amnesty sprak van 'een doorbraak voor mensenrechten' omdat seksueel consent erin centraal stond, maar riep de Kamer en minister op om voort te maken met de invoering en niet te wachten tot 2024.[43] Op 19 maart 2024 stemde de Eerste Kamer in met de Wet Seksuele Misdrijven, die per 1 juli 2024 in werking is getreden.[44] Zie ook Seksueel strafrecht (Nederland).

### Andere landen

Wereldwijd overzicht van wetten inzake seksueel consent.
Consent-based wetgeving; huwelijkse verkrachting illegaal
Coercion-based wetgeving; huwelijkse verkrachting illegaal
Consent-based wetgeving, maar huwelijkse verkrachting legaal
Coercion-based wetgeving en huwelijkse verkrachting legaal
Gemengde wetgeving; verkrachting zonder dwang lichtere misdaad; huwelijkse verkrachting illegaal
Coercion-based inzake vaginale seks, consent-based inzake anale en orale seks; huwelijkse verkrachting illegaal

- 1998: Tanzania. Sectie 5 van de Sexual Offences (Special Provisions) Act 1998 stelt het strafbaar voor een mannelijk persoon om seks te hebben met een vrouw of meisje zonder haar consent, tenzij ze zijn vrouw is (maar als hij en zijn vrouw uit elkaar zijn maar nog niet formeel gescheiden, is het weer strafbaar). De wet zegt ook niets over niet-vrouwelijke slachtoffers.[wet 2]
- 20 mei 2005: Nieuw-Zeeland. De Crimes Act 1961 werd in 2005 aangepast;  sectie 128 definieerde rape ('verkrachting') voortaan als penetratie middels een penis van iemands genitaliën zonder diens consent en unlawful sexual connection ('onwettige seksuele verbintenis') als iedere andere seksuele handeling zonder consent. Sectie 128A bepaalt verder in welke scenario's een persoon niet in staat is om (oprecht) in te stemmen met seks.[45][46]
- 21 juli 2006: Kenia. De Sexual Offences Act, 2006 verklaart dat 'een persoon consent geeft als hij of zij ervoor kiest om akkoord te gaan en de vrijheid en capaciteit heeft om die keuze te maken.' Sectie 3 bepaalt dat er bij seksuele penetratie ofwel zonder consent, ofwel met consent 'verkregen door geweld of middels dreigementen of intimidatie van wat voor soort dan ook', sprake is van verkrachting.[47]
- 14 december 2007: Zuid-Afrika. De Criminal Law (Sexual Offences and Related Matters) Amendment Act, 2007 schrapte de common law-misdrijven rape ('verkrachting') en indecent assault ('aanranding van de eerbaarheid') en verving ze door de nieuwe, verder uitgebreide op schrift gestelde misdrijven rape en sexual assault ('seksuele mishandeling') die van toepassing zijn op alle vormen van seksuele penetratie of schending zonder consent, ongeacht gender. "Consent" wordt gedefinieerd als 'vrijwillige of ongedwongen overeenkomst'.[48]
- Australië: alle zes staten, het Noordelijk Territorium en het Australian Capital Territory hebben consent-based wetgeving tegen wat zij rape ('verkrachting'), sexual assault ('seksuele mishandeling') dan wel sexual intercourse/penetration without consent ('seksuele gemeenschap/penetratie zonder consent') noemen.[49]
- Bangladesh: Sectie 375 van het Bengaalse Strafwetboek is bijna identiek aan het Pakistaanse Strafwetboek, wat op zijn beurt weer is afgeleid van dezelfde Sectie 375 in het Indiase Strafwetboek. Het bepaalt dat 'er sprake is van verkrachting als een man seksuele gemeenschap heeft met een vrouw (...) tegen haar wil' (1), 'zonder haar consent' (2), als consent was verkregen door dwang (3), als consent was verkregen door identiteitsbedrog (4) of als ze niet in staat was om in te stemmen omdat haar leeftijd jonger dan 16 jaar was (5). Echter, in tegenstelling tot het Pakistaanse Strafwetboek, maar net zoals het Indiase Strafwetboek, is verkrachting binnen het huwelijk van vrouwelijke echtgenoten vanaf 13 jaar oud niet strafbaar (omdat seks binnen het huwelijk per definitie consensueel wordt geacht). De wet zegt ook niets over niet-vrouwelijke slachtoffers.[wet 3]
- Botswana. Hoewel verkrachting binnen het huwelijk niet strafbaar is, omdat seks binnen het huwelijk per definitie consensueel wordt geacht,[50][51]:157 wordt verkrachting buiten het huwelijk gedefiniteerd als seksuele penetratie 'zonder het consent van een dergelijk ander persoon, of met het consent van een dergelijk ander persoon als het consent is verkregen middels geweld of met gebruik van dreigementen of intimidatie van wat voor soort dan ook'.[52]
- Canada Assault ('mishandeling') wordt in Sectie 265(1)(a) gedefinieerd: 'Een persoon pleegt een mishandeling als hij, zonder het consent van een ander persoon, moedwillig direct of indirect geweld toepast op die andere persoon'; Sectie 265(2) bepaalt dat dit ook van toepassing is op seksuele mishandelingen.[53] Consent wordt gedefinieerd in Sectie 273.1(1) – en ook in Sectie 153.1(2) – als 'het vrijwillige akkoord van de klager om mee te doen aan de seksuele handeling in kwestie. Consent moet aanwezig zijn op het moment dat de seksuele handeling in kwestie plaatsvindt.'[53] Secties 271, 272 en 273 criminaliseren sexual assault ('seksuele mishandeling'), sexual assault with a weapon ('seksuele mishandeling met een wapen') en aggravated sexual assault ('zware seksuele mishandeling'); volgens Sectie 278 kunnen echtgenoten voor al deze drie misdrijven worden vervolgd, dus verkrachting binnen het huwelijk is expliciet verboden en strafbaar.[53]
- Egypte. Hoewel in 1928 een rechtbank oordeelde dat verkrachting binnen het huwelijk legaal is,[54] bepaalt artikel 267 van het Egyptische wetboek van strafrecht (laatst aangepast door Wet nr. 11 van 2011): 'Eender wie er seks heeft met een vrouw zonder haar instemming' (بغير رضاها يعا bighayr raddaha yaea) 'heeft verkrachting gepleegd'.[55][56]
- India. Hoewel huwelijkse verkrachting van vrouwen vanaf 14 jaar niet strafbaar is (omdat seks binnen het huwelijk per definitie consensueel wordt geacht), bepaalt Sectie 375 van het Indiase Strafwetboek dat iedere man die seksuele gemeenschap heeft met een vrouw waarmee hij niet getrouwd is 'tegen haar wil' (1), 'zonder haar consent' (2), als consent verkregen was door dwang (3), als consent verkregen was door identiteitsbedrog (4), als ze niet in staat was om consent te geven door invloed van een bepaalde stof (5) of als ze niet in staat was om consent te geven omdat ze jonger dan 16 jaar was (6), verkrachting heeft gepleegd.[57] Voorts bepaalt Sectie 377 van het Indiase Strafwetboek dat iedere andere vorm van penetratieve vleselijke gemeenschap met een man, vrouw of dier ook een misdrijf is, hoewel het Hooggerechtshof van India op 6 september 2018 in de zaak-Navtej Singh Johar v. Union of India unaniem oordeelde dat Sectie 377 ongrondwettig was "in zoverre als het consensueel seksueel gedrag tussen volwassenen criminaliseert". Hiermee werd de facto seks tussen lhbt+ mensen gedecriminaliseerd, wat een belangrijke stap voor de homo-emancipatie in India betekende.[58][59]
- Pakistan: Sectie 375 van het Pakistaanse Strafwetboek is afgeleid van hetzelfde artikel in het Indiase Strafwetboek en bepaalt: 'Er is sprake dat een man verkrachting pleegt als hij seksuele gemeenschap heeft met een vrouw' (...) 'tegen haar wil' (1), 'zonder haar consent' (2), als consent verkregen was door dwang (3), als consent verkregen was door identiteitsbedrog (4) of als ze niet in staat was om consent te geven omdat ze jonger dan 16 jaar was (5). In tegenstelling tot het Indiase Strafwetboek wordt er geen expliciete uitzondering gemaakt voor het huwelijk, daarom wordt aangenomen dat verkrachting binnen het huwelijk eveneens strafbaar is.[wet 4][60]
- Zimbabwe: Criminal Law (Codification and Reform) Act (2007) Sectie 65 bepaalt: 'Als een mannelijk persoon willens en wetens seksuele gemeenschap of anale seksuele gemeenschap heeft met een vrouwelijk persoon en, ten tijde van de gemeenschap – de vrouwelijke persoon er niet mee heeft ingestemd; en hij weet dat ze er niet mee heeft ingestemd of beseft dat er een reël risico of mogelijkheid is dat ze er wellicht niet mee heeft ingestemd, dan zal hij schuldig zijn aan verkrachting.' Volgens een rapport uit 2007 van het Center for Reproductive Rights, in opdracht van het African Affairs Committee van de New York City Bar Association, was de vereiste 'dat de dader wist dat het slachtoffer er niet mee had ingestemd te beperkend' om verkrachting aan te kunnen tonen.[61]

## Landen met gemengde wetgeving
Deze landen hebben twee aparte wetten tegen seksueel geweld: één voor seksueel geweld gepleegd met dwang en één voor seksueel geweld gepleegd zonder dwang maar ook zonder consent; dat laatste geldt als een lichter misdrijf en wordt minder zwaar gestraft. Dit is anders dan in landen die al het seksueel geweld onder één enkele wet scharen op basis van een gebrek aan consent, maar die extra straffen kunnen toevoegen als de seksuele handeling zonder consent gepaard ging met een vorm van dwang.
- 2013: Kroatië
  - Geslachtsgemeenschap zonder instemming met dwang is verkrachting, waarop een maximumstraf van 10 jaar gevangenis staat (Art. 153 Kroatisch Strafwetboek)[5]:13
  - Geslachtsgemeenschap zonder instemming zonder dwang (bijvoorbeeld als een slachtoffer bewusteloos, dronken of slapende is) is een minder zware misdaad, waarop een maximumstraf van 5 jaar gevangenis staat (Art. 152(1)  Kroatisch Strafwetboek)[5]:13
- januari 2016: Oostenrijk
  - Geslachtsgemeenschap gepleegd met dwang, bedreiging of vrijheidsontneming is verkrachting, waarop een maximumstraf van 10 jaar gevangenis staat (Art. 201 Oostenrijks Strafwetboek))[5]:13
  - Geslachtsgemeenschap tegen de wil van een persoon is een minder zware misdaad, waarop een maximumstraf van 2 jaar gevangenis staat (Art. 205a Oostenrijks Strafwetboek)[5]:13
- 1 juli 2019: Griekenland. Het wetsvoorstel, artikel 336, werd na protest aangepast om een consent-based definitie van seksueel geweld op te nemen en werd op 6 juni 2019 in het nieuwe Griekse wetboek van strafrecht opgenomen.[62] Artikel 336 trad op 1 juli 2019 in werking.[63]
  - Seksuele handelingen gepleegd met geweld of dwang zullen worden bestraft met gevangenisstraf van ten minste tien jaar (τουλάχιστον δέκα ετών) (art. 336.1 Grieks Strafwetboek).[63]
  - Seksuele handelingen gepleegd zonder consent, en zonder geweld of dwang, zullen worden bestraft met gevangenisstraf van hooguit tien jaar (έως δέκα έτη) (art. 336.4 Grieks Strafwetboek).[63]

## Landen met coercion-based wetten
- Afghanistan: Het Afghaanse Strafwetboek werd in 2017 herzien, waarbij artikel 636 bepaalt: 'Een persoon die seksuele gemeenschap pleegt of lichaamsdelen of andere voorwerpen invoert in de vagina of anus van het slachtoffer middels geweld, intimidatie of het misbruiken van het fysieke of mentale onvermogen van het slachtoffer om consent of een gebrek aan consent te uiten (mannelijk of vrouwelijk) of door het toedienen van  anesthetische stoffen of andere geestesbeïnvloedende drugs, wordt beschouwd als een dader van verkrachting.'[64] Het consent van slachtoffers met fysiek en mentaal vermogen om consent te uiten lijkt irrelevant te zijn. Omdat het huwelijk niet genoemd wordt, lijkt huwelijkse verkrachting strafbaar te zijn. Echter, de Shia Personal Status Law die van toepassing op de sjiitische moslimminderheid (ongeveer 6 miljoen Afghanen) zondert verkrachting binnen het huwelijk uit in artikel 132 (2): "Het is de plicht van de echtgenote om zich te onderwerpen aan de seksueel genotswensen van haar man".[wet 5]
- Algerije: Er is geen heldere definitie van verkrachting in de Algerijnse wetgeving; artikel 333 van het wetboek van strafrecht criminaliseert slechts 'eenieder die een publieke schanddaad tegen het fatsoen pleegt' en in vergelijkbare woorden iedere 'publieke schanddaad tegen het fatsoen bestaande uit een onnatuurlijke daad met een individu van dezelfde sekse'. Dit geeft geen indicatie of onderscheid of de betrokken mensen instemmen met de handelingen of niet, het beweert enkel dat het publiek (de samenleving) dergelijke handelingen blijkbaar schandalig vindt. Artikel 334 verbiedt '(poging tot) aanranding van de eerbaarheid zonder geweld tegen een persoon van beide seksen jonger dan 16' (de Algerijnse leeftijd van seksuele meerderjarigheid), maar tegen volwassenen is alleen '(poging tot) aanranding van de eerbaarheid met geweld' (artikel 335) strafbaar gesteld. Het gebrek aan ondubbelzinnige definities en expliciete criminalisering van verkrachting binnen het huwelijk in zowel het wetboek van strafrecht als andere wetten zoals Wet nr. 15-19 tegen huiselijk geweld (2015) is bekritiseerd door het CEDAW-Comité en mensenrechtenorganisaties, die Algerije aanspoorden om duidelijke, consent-based wetgeving in te voeren.[65][66]
- Argentinië: Twee wetten criminaliseren verkrachting, inclusief binnen het huwelijk; beide zijn coercion-based. Artikel 2 van Wet 25.087 (1999) beschrijft verschillende 'misdrijven tegen de seksuele integriteit', zoals 'eenieder die een persoon van beide seksen seksueel misbruikt wanneer de persoon onder de leeftijd van 13 jaar is of wanneer er geweld, bedreiging, dwang of intimiderend misbruik is van een afhankelijkheidsrelatie'; dit is inclusief 'vleselijke toegang op wat voor manier dan ook'.[67] Artikel 5 van Wet 26.485 (Wet Integrale Bescherming van Vrouwen 2009) definieert seksueel geweld als 'Iedere handeling implicerende de schending in alle vormen, met of zonder genitale toegang, van het recht van een vrouw om vrijwillig te beslissen over haar seksuele of reproductieve leven door dreigementen, dwang, gebruik van geweld of intimidatie, inclusief verkrachting binnen het huwelijk of andere verwante of familiale relaties, of men samenleeft of niet, en ook gedwongen prostitutie, uitbuiting, slavernij, seksuele intimidatie, seksueel misbruik en vrouwenhandel.'[68]
- Brazilië: Hoewel artikel 215A seksuele intimidatie criminaliseert op basis van een gebrek aan instemming (sem a sua anuência) en artikel 215 'vleselijke gemeenschap' door 'fraude of andere manieren die de vrije expressie van de wil van het slachtoffer voorkomen of verhinderen' criminaliseert, definieert article 213 verkrachting als 'iemand dwingen, door geweld of ernstige bedreiging, om vleselijke gemeenschap te hebben of een andere wellustige handeling uit te voeren of toe te laten'. Sinds 2005 verbiedt de wet echter wel verkrachting van zowel mannen als vrouwen, inclusief binnen het huwelijk (artikelen 213 & 226 van het Strafwetboek).[wet 6][wet 7][69]
- China: "Artikel 236. Eenieder die middels geweld, dwang of andere middelen een vrouw verkracht dient te worden veroordeeld tot minstens drie jaar en hoogstens tien jaar gevangenisstraf (vaste termijn)."[70] De Chinese wet levert ook geen bescherming voor homostellen of slachtoffers van huwelijkse verkrachting.[71]
- Frankrijk: Op 15 april 2021 nam de Assemblée nationale een nieuwe verkrachtingswet aan die bepaalde dat mensen vanaf 15 jaar seksueel meerderjarig zijn; jongere personen worden geacht niet in staat te zijn tot instemmen met seks. In het geval van meerderjarige slachtoffers (15 jaar en ouder) dient echter nog steeds geweld, dwang, intimidatie of verrassing te worden bewezen om verdachten te veroordelen voor verkrachting.[72][73]

### Landen die consent-based amendementen overwegen
- Noorwegen (oppositievorostellen sinds maart 2018)[74]
- Portugal (regeringsintentie sinds 2018).[5]:9 Het GREVIO-rapport van januari 2019 oordeelde dat een in 2015 doorgevoerd amendement van Artikel 163 en 164 van het Portugese Strafwetboek onvoldoende was om te voldoen aan de Istanbul-Conventie.[75]:49
- Zwitserland. De Istanbul-Conventie trad in Zwitserland in 2018 in werking, maar ondanks enkele hervormingen is verkrachting per januari 2021 nog steeds gedefinieerd op basis van dwang. Tenzij een slachtoffer zich verdedigt, kan de dader hooguit voor 'seksuele intimidatie' worden veroordeeld, niet 'verkrachting'. Vanwege druk door ngo's zoals Amnesty en feministische en vrouwenrechtengroepen is het Federaal Departement van Justitie en Politie begonnen met onderzoeken of er verdere hervormingen nodig zijn.[76]

## Wetgeving in België
Het seksueel strafrecht in België definieert 'toestemming' in de context van het seksueel zelfbeschikkingsrecht (artikel 417/5 van het Strafwetboek):
Toestemming veronderstelt dat deze uit vrije wil is gegeven. Dit wordt beoordeeld in het licht van de omstandigheden van de zaak. De toestemming kan niet worden afgeleid uit de loutere ontstentenis van verweer van het slachtoffer. De toestemming kan worden ingetrokken op elk ogenblik voor of tijdens de seksuele handeling.
Toestemming is er niet wanneer de seksuele handeling is gepleegd door gebruik te maken van de kwetsbare toestand van het slachtoffer ten gevolge van onder meer angst, invloed van alcohol, verdovende middelen, psychotrope stoffen of enige andere substantie met een soortgelijke uitwerking, een ziekte of een handicapsituatie, waardoor de vrije wil is aangetast.
Toestemming is er in ieder geval niet indien de seksuele handeling het gevolg is van een bedreiging, fysiek of psychisch geweld, dwang, verrassing, list of van enige andere strafbare gedraging.
Toestemming is er in ieder geval niet wanneer de seksuele handeling is gepleegd ten nadele van een bewusteloos of slapend slachtoffer.
Van seksueel minderjarigen wordt onweerlegbaar vermoed dat ze niet uit vrije wil kunnen toestemmen (art. 417/6 Sw.). De seksuele meerderjarigheid wordt op zestien jaar gesteld, maar teruggebracht tot veertien jaar wanneer het leeftijdsverschil met de andere persoon niet meer dan drie jaar is. Ook voor gewone minderjarigen zijn er situaties waarin toestemming wettelijk uitgesloten is, zoals intrafamiliaal misbruik, gebruik van invloedspositie en prostitutie.
Van 1989 tot 2022 gold het toenmalige art. 375 Sw.: 
Verkrachting is elke daad van seksuele penetratie van welke aard en met welk middel ook, gepleegd op een persoon die daar niet in toestemt. Toestemming is er met name niet wanneer de daad is opgedrongen door middel van geweld, dwang, bedreiging, verrassing of list of mogelijk is gemaakt door een onvolwaardigheid (Franse tekst: infirmité) of een lichamelijk of een geestelijk gebrek van het slachtoffer.

## Wetgeving in de Verenigde Staten

Coercion-based wet (alle penetratieve seks)
Consent-based wet (anale en orale seks)
Consent-based wet (vaginale, anale en orale seks)

Coercion-based wet (niet-penetratieve seks)
Consent-based wet (niet-penetratieve seks)

De Verenigde Staten hebben geen uniforme wettelijke definitie van seksueel geweld, omdat iedere staat dit anders mag definiëren, maar op federaal niveau wijzigde het Uniform Crime Report (UCR) van de FBI on 1 januari 2013 zijn definitie van verkrachting van het coercion-based "vleselijke kennis van een vrouw gedwongen en tegen haar wil" naar het consent-based "Penetratie, ongeacht hoe miniem, van de vagina of anus met wat voor lichaamsdeel of voorwerp dan ook, of orale penetratie door een geslachtsorgaan van een ander persoon, zonder de instemming van het slachtoffer". Dit schrapte de voorwaarden dat er dwang werd gebruikt, dat het slachtoffer een vrouw was en dat de penetratie vaginaal geschiedde. Sommige staten (of andere jurisdicties zoals Amerikaans-Samoa) erkennen penetratieve seks zonder instemming van het slachtoffer en gepleegd zonder gebruik van dwang door de dader als misdaad (meestal 'verkrachting' genoemd). Andere staten erkennen dit niet als een misdaad; hun wetten bepalen dat de dader een vorm van dwang (bijvoorbeeld fysiek geweld (dat leidt tot aantoonbaar fysiek letsel), bedreiging van het slachtoffer of derden, of een andere vorm van dwang) moet hebben gebruikt om zulke non-consensuele penetratieve seks als 'misdaad' te rekenen. Evenzo zijn er ook staten (of andere jurisdicties zoals het Amerikaans leger, dat wordt gereguleerd door de Uniform Code of Military Justice) die niet-penetratieve seksuele handelingen (contact zoals strelen of aanraken van iemands intieme lichaamsdelen, of blootstelling van een lichaam of seksuele activiteit, zoals wraakporno) zonder instemming van het slachtoffer en zonder gebruik van dwang door de dader erkennen als misdaad, terwijl andere staten dat niet doen.

### Amerikaanse staten
Staatswetten hebben verscheidene definities gegeven van wat seksueel consent is:
- Californië: Sinds 1 januari 2019 definieert Section 261.6 van de Penal Code of California "consent" als 'positieve samenwerking in daad of houding als gevolg van het uitoefenen van de vrije wil. De persoon moet vrij en vrijwillig handelen en kennis hebben van de aard van de desbetreffende daad of transactie.' Sections 261.6 en 261.7 bepalen dat wanneer 'consent aan de orde is' per Section 261, 262, 286, 287 of 289, of de voormalige Section 288a, 'een huidige of eerdere dating of huwelijkse relatie niet zal volstaan om te spreken van consent', noch is er sprake van consent als er 'bewijs [is] dat het slachtoffer aan de verweerder heeft gesuggereerd, verzocht of anderszins gecommuniceerd om de verweerder een condoom of ander voorbehoedsmiddel te laten gebruiken'.[81] Hoewel deze definitie "vrij gegeven consent" of "bevestigend consent" vereist, wordt deze vereiste niet vermeld of heeft slechts beperkte toepassing in Sections 261, 262, 265, 266a en 266b.[82]
- Florida: Section 794.011 van de Florida Statutes definieert "consent" als 'intelligente, bewuste en vrijwillige instemming en hieronder valt geen gedwongen onderwerping. "Consent" zal niet worden verondersteld of voorgesteld te betekenen: het falen van het vermeende slachtoffer om fysieke weerstand te bieden aan de overtreder.' Iedere seksuele handeling die op een persoon wordt toegepast zonder diens vrij gegeven of bevestigend consent is strafbaar als sexual battery ('seksuele geweldpleging') in verschillende graden (afhankelijk van de leeftijden van de dader en het slachtoffer en of er geen, of enig of mogelijk dodelijk geweld of dwang is gebruikt).[83][84]
- Illinois: Volgens Section 720 ILCS 5/11-1.70 van de Criminal Code van 2012 uit de Illinois Compiled Statutes is "consent" 'een vrij gegeven akkoord tot het bedrijven van seksuele penetratie of seksueel gedrag in kwestie. Gebrek aan verbaal of fysiek verzet of onderwerping door het slachtoffer als gevolg van het gebruik van geweld of bedreiging met geweld door de beklaagde betekent niet dat er sprake is van consent. De kledingwijze van het slachtoffer ten tijde van de overtreding  betekent niet dat er sprake is van consent. Een persoon die aanvankelijk instemt met seksuele penetratie of seksueel gedrag zal niet worden geacht te hebben ingestemd met enige seksuele penetratie of seksueel gedrag dat plaatsvindt nadat hij of zij de instemming intrekt gedurende het verloop van die seksuele penetratie of dat seksueel gedrag.' Echter, het gebrek aan consent is niet voldoende om iemand te vervolgen voor een seksueel misdrijf (behalve in zeer specifieke gevallen waarin het slachtoffer geacht wordt niet in staat te zijn tot instemming, namelijk Section 11–1.20 (a)(2), Section 11–1.50.(a)(2), Section 11–9.2.(e) en Section 11–9.5.(c)), zodat de verkrachtingswetgeving van Illinois feitelijk coercion-based is (Section 11–1.20 (a)(1)).[85][86]
- New York: In de New York Penal Law (onderdeel van de Consolidated Laws of New York) worden seksuele overtredingen gedefinieerd als 'seksuele [handelingen] gepleegd zonder consent van het slachtoffer'. Een gebrek aan consent kan 4 mogelijke oorzaken hebben: geforceerde dwang, onvermogen tot consent geven, als het slachtoffer niet expliciet of impliciet zich erbij neerlegt (in gevallen van seksueel misbruik en geforceerde betasting), of een uiting van gebrek aan consent (in gevallen van geslachtsgemeenschap, orale en anale seksuele handelingen). Consent zelf wordt niet gedefinieerd; Section 130.5 bepaalt slechts dat een persoon die geen seks wil hebben duidelijk genoeg in hun woorden en daden moet zijn, zodat 'een redelijk persoon in de positie van initiatiefnemer de woorden en daden van een dergelijk persoon zou hebben begrepen als een gebrek aan consent voor zo'n handeling onder alle omstandigheden'. Deze beschrijving maakt niet duidelijk of bevestigende instemming nodig is om seks te hebben (of anderzijds of een gebrek aan bevestigende instemming kan resulteren in een seksuele overtreding), maar zowel 'Section 130.25 Rape in the third degree (3)' en 'Section 130.40 Criminal sexual act in the third degree (3)' leveren deze mogelijkheid wel in de vorm van vangnetclausules door te verklaren dat, wanneer er ook maar er een 'gebrek aan consent is (...) vanwege een zekere factor anders dan het onvermogen tot consent geven', dit is voldoende om de seksuele handeling te beschouwen als een misdaad.[87][88]
- Pennsylvania: In de Pennsylvania Consolidated Statutes bepaalt 'Section 3107. Resistance not required' dat 'het vermeende slachtoffer geen verzet hoeft te bieden aan de initiatiefnemer bij strafzaken in dit hoofdstuk'. De Statutes geven geen definitie van consent, maar als een initiatiefnemer sexual intercourse (geslachtsgemeenschap), deviate sexual intercourse (orale of anale seks) of aggravated indecent assault (zware aanranding) pleegt met een slachtoffer zonder diens instemming, dan is de initiatiefnemner strafbaar per 'Section 3124.1. Sexual assault' respectievelijk 'Section 3125. Aggravated indecent assault'. Bovendien kan een mentale handicap ertoe leiden dat een persoon niet in staat is tot instemming met sexual intercourse, deviate sexual intercourse of aggravated indecent assault, zodat de initiatiefnemer die zulke daden bedrijft met een mentaal gehandicapt slachtoffer strafbaar is per 'Section 3121. Rape', 'Section 3123. Involuntary deviate sexual intercourse' respectievelijk 'Section 3125. Aggravated indecent assault'.[89][90]
- Texas: Consent zelf wordt niet gedefinieerd; de Texas Penal Code specificeert enkel 12 situaties waarin consent afwezig is en er dus seksueel geweld kan gebeuren.[91] Er is geen vrij gegeven consent of bevestigend consent;[91] Section 22.011 (b) impliceert dat iedere persoon altijd automatisch instemt met seks, tenzij een persoon zich in een van de 12 situaties bevindt waarin iedere persoon geacht wordt niet in staat te zijn om in te stemmen. Enkele voorbeelden van deze 12 situaties zijn: worden gedwongen met geweld of intimidatie door de initiatiefnemer (mogelijk door een onevenwichtige machtsverhouding tussen de initiatiefnemer en de ander), bewusteloos zijn of 'fysiek niet in staat om verzet te plegen', of het hebben van een 'mentale ziekte of tekortkoming'.[92] De Texaanse wetgeving omtrent seksueel geweld is derhalve coercion-based: de initiatiefnemer wordt niet vereist om vrij gegeven consent of bevestigend consent van de ander te krijgen en de ander kan niet vrij hun geïmpliceerde permanente instemming intrekken, tenzij ze aan een van de 12 gespecificeerde situaties voldoen. Met andere woorden: als de ander beweert geen seks te hebben gewild met de initiatiefnemer, maar niet kan aantonen niet in staat te zijn geweest tot instemmen en er eveneens niet aangetoond kan worden dat de initiatiefnemer een zekere mate van geweld of dwang heeft gebruikt, dan is er volgens de Texaanse staatswet geen seksueel geweld gepleegd.[91]

### Amerikaans leger
De United States Armed Forces oftewel Amerikaanse strijdkrachten zijn een aparte jurisdictie met een eigen rechtsstelsel, gebaseerd op de Uniform Code of Military Justice (UCMJ, 'Uniform Wetboek van Militaire Rechtspraak'). De UCMJ levert een definitie van consent en geeft voorbeelden van ongeldige manieren om consent af te leiden uit het doen en laten van een ander in § 920. Art. 120. "Rape and sexual assault generally" (g) 7 en 8 (vertaling):
(7) Consent.—
(A) De term “consent” betekent een vrijwillig gegeven akkoord voor het desbetreffende gedrag door een competent persoon. Een uiting van gebrek aan consent door woorden of daden betekent dat er geen consent is. Gebrek aan verbaal of fysiek verzet betekent niet dat er sprake is van consent. Onderwerping als gevolg van het gebruik van geweld, dreiging van geweld of het brengen van een ander persoon in een staat van angst betekent eveneens niet dat er sprake is van consent. Een huidige of eerdere dating- of sociale of seksuele relatie of de kledingwijze van de desbetreffende persoon die betrokken is bij het desbetreffende gedrag met de beschuldige betekenen op zichzelf nog niet dat er sprake is van consent.
(B) Een slapend, bewusteloos of incompetent persoon kan geen consent geven. Een persoon kan niet consent geven aan geweld dat leidt of waarschijnlijk leidt tot de dood of ernstig lichamelijk letsel of tot bewusteloosheid. Een persoon kan niet consent geven wanneer men verkeert onder bedreiging of in angst of onder de omstandigheden beschreven in subparagraaf (B) of (C) van subsectie (b)(1).
(C) Alle bijkomende omstandigheden dienen te worden overwogen om te bepalen of een persoon consent heeft gegeven.
(8) Niet in staat tot consent geven. —De term “niet in staat tot consent geven” betekent dat de persoon—
(A) niet in staat is om de aard van het betreffende gedrag in te schatten; of
(B) fysiek niet in staat is om deelname aan de betreffende seksuele handeling te weigeren, of niet in staat om de onwil om daaraan mee te doen te communiceren.

## Canoniek recht van de Rooms-Katholieke Kerk
De Rooms-Katholieke Kerk, bestuurd door de Heilige Stoel in Vaticaanstad, wijzigde in juni 2021 Boek VI van haar Codex Iuris Canonici for clearer rules on numerous offences, including sexual ones; deze wijzigingen treden in werking op 8 december 2021. De herziening was het resultaat van een lang proces dat in 2009 begon om gevallen van seksueel misbruik binnen de Rooms-Katholieke Kerk beter te voorkomen en aan te pakken. Dit seksueel misbruik wordt voornamelijk gepleegd door geestelijken tegen minderjarige kinderen die aan hun pastorale zorg zijn toevertrouwd, maar ook tegen kwetsbare volwassenen. Daarnaast zijn er nog andere seksuele overtredingen die de Kerk als zondig beschouwt omdat deze een schending zijn van het klerikale celibaat. Paus Franciscus, aartsbisschop Filippo Iannone en andere Kerkleiders verklaarden dat in het verleden bisschoppen te mild zijn geweest bij het bestraffen van overtreders, deels omdat de vage bewoordingen van het canoniek recht veel ruimte voor interpretatie open lieten. Zij voerden formeel laïcisatie in als straf voor bepaalde seksuele overtredingen.
In de katholieke theologie wordt de dekaloog (beter bekend als de "tien geboden") zodanig genummerd dat het zesde gebod luidt: "Gij zult geen overspel plegen". De Rooms-Katholieke Kerk interpreteert het zesde gebod veel breder dan alleen overspel (vreemdgaan) (meer bepaald echtbreuk door buitenechtelijke relaties) en heeft een verzameling zogenoemde "overtredingen tegen de kuisheid" opgesteld. De herziene bepalingen betreffende seksuele overtredingen zijn afgeleid van deze brede interpretatie van het zesde gebod. De bepalingen in Canon 1395 §3. zijn coercion-based, omdat ze bewijs voor het gebruik van 'geweld, dreigementen of misbruik van zijn autoriteit' vereisen, terwijl Canon 1398 §1. seksuele overtredingen beschrijft waarbij het slachtoffer geacht wordt niet in staat te zijn geweest tot instemming (als het slachtoffer 'normaal gesproken een onvolmaakt gebruik van verstand' heeft). Mensen die wél in staat worden geacht tot consent geven, wordt juridisch geen gelegenheid geboden om die vrij te geven of te weigeren.
Canon 1395 §3. bepaalt:
"Een geestelijke die middels geweld, dreigementen of misbruik van zijn autoriteit een overtreding jegens het zesde gebod van de dekaloog pleegt of iemand dwingt tot het bedrijven of ondergaan van seksuele handelingen dient te worden gestraft met dezelfde straf als in § 2' [dat wil zeggen, 'gestraft met rechtvaardige straffen, inclusief ontheffing uit het ambt van geestelijke als de zaak dat rechtvaardigt']."
Canon 1398 §1. bepaalt: 
"Een geestelijke dient te worden gestraft met ontheffing uit de functie en met andere rechtvaardige straffen, inclusief, als de zaak daarom vraagt, ontheffing uit het ambt van geestelijke, als hij:
1. een overtreding jegens het zesde gebod van de dekaloog pleegt met een minderjarige of met een persoon die normaal gesproken een onvolmaakt gebruik van verstand heeft of met een [persoon] aan wie de wet gelijkwaardige bescherming biedt;
2. grooming pleegt jegens een minderjarige of persoon die normaal gesproken een onvolmaakt gebruik van verstand heeft of een [persoon] aan wie de wet gelijkwaardige bescherming biedt om hemzelf of haarzelf pornografisch ten toon te stellen of deel te nemen aan pornografische exhibities, hetzij echte, hetzij gesimuleerde;
3. op immorele wijze pornografische beelden van minderjarigen of personen die normaal gesproken een onvolmaakt gebruik van verstand hebben verwerft, behoudt, tentoonstelt of verspreidt, op wat voor manier dan ook en met wat voor technologie dan ook."

## Effect op veroordelingsstatistieken
In juni 2020 meldde de Zweedse Landraad voor Misdaadpreventie (Bra) dat het aantal verkrachtingsveroordelingen was toegenomen van 190 in 2017 tot 333 in 2019, een stijging van 75% nadat Zweden een consent-based definitie van verkrachting had aangenomen in mei 2018. Bra was aangenaam verrast dat deze beter dan verwachte impact en gaf als commentaar: 'Dit heeft geleid tot meer gerechtigheid voor verkrachtingsslachtoffers.' Men sprak de hoop uit dat het de sociale mentaliteit ten aanzien van seks zou verbeteren.
In tegenstelling tot wat sommige tegenstanders van consent-based wetgeving hebben beweerd, 'heeft recent onderzoek in landen zoals Groot-Brittannië, waar seks zonder consent als verkrachting wordt beschouwd, aangetoond dat valse beschuldigingen niet dramatisch zijn toegenomen.' Hoogleraar recht Jonathan Herring van de Universiteit van Oxford zei in januari 2021 dat de belangrijkste resterende problemen in het VK gingen over het 'boven alle redelijke twijfel' bewijzen dat het slachtoffer niet instemde en dat jury's 'vaak nog geloven in 'verkrachtingsmythes', bijvoorbeeld dat een slachtoffer dat dronken is of in een club instemt met seks.'

## Historische wetten
De meeste pre-moderne wetten hielden zich bezig met seksuele overtredingen als verstoringen van de maatschappelijke orde, vooral door wat een man zou kunnen doen met een vrouw waar hij niet mee getrouwd was, ongeacht of zij ermee instemde of niet. In een paar zeldzame gevallen erkenden dergelijke wetten echter wel het (gebrek aan) consent van de betrokkenen (vooral vrouwen) als een relevante factor bij het bepalen of er een seksuele overtreding had plaatsgevonden of niet. Enkele voorbeelden zijn §190 en §191 van de Hettitische wetten (ca. 1650–1500 BCE) en §12 van de Midden-Assyrische wetten (ca. 1450–1250 BCE; deze bevat een combinatie van gebrek aan consent enerzijds en dwang anderzijds).:150
- Hettitische wetten §190. 'Als een man en een vrouw gewillig (samen)komen, als mannen en vrouwen, en gemeenschap hebben, dan zal er geen straf zijn. (...)'[98][99]
- Hettitische wetten §191. 'Als een vrij man nu eens deze vrouw oppikt, dan die, nu eens in dit land, dan in dat land, dan zal er geen straf zijn als zij seksueel gewillig samenkwamen.'[98][99]
- Midden-Assyrische wetten §12. 'Indien, als de echtgenote van een heer door de straat ging, en een (andere) heer haar heeft gegrepen, tegen haar zeggende, 'Laat mij met jou liggen', aangezien ze er niet mee in wilde stemmen (en) zichzelf bleef verweren, maar hij haar met dwang heeft genomen (en) met haar heeft gelegen, waarna ze hem hebben gevonden op de echtgenote van de heer of getuigen hem ervan hebben beschuldigd dat hij met de vrouw heeft gelegen, dan zullen ze de heer ter dood brengen en zal er geen schuld aan de vrouw worden gehecht.'[97]:152[100]